# Rødhus
Rødhus er en mindre bebyggelse i Hune Sogn ved kysten få kilometer syd for Blokhus i Jammerbugt Kommune, Region Nordjylland.
I Rødhus ligger Rødhus Kirke. Ligeledes eksisterer bygningen, der husede redningsstationen, fortsat, om end den nu anvendes som sommerhus.
Tidligere var bebyggelsen præget af de traditionelle erhverv, landbrug og fiskeri, men fra ca. 1960 og frem er stort set al beboelse overtaget af turister. En af årsagerne hertil var bl.a. at Klitvæsenet og Det danske Hedeselskab på vegne af Landbrugsministeriet erhvervede omfattende arealer, der for store deles vedkommende blev udlejet som sommerhusgrunde. Således er der i Rødhus-området sommerhuse beliggende på såvel privatejede som statsejede grunde. De sidstnævnte administreres nu af Skov- og Naturstyrelsen.
Der er klart formulerede regler for sommerhusenes størrelse, form og udseende, hvad angår huse på de offentligt ejede arealer.
I cirka 300 år fra 1500 til 1800 var området offer for en ødelæggende sandflugt, hvilket gav navn til et område umiddelbart syd for Rødhus, Sandmosen.
Ligeledes syd for Rødhus ligger ud mod kysten Rødhus Klit Feriecenter, der blev opført i 1960 af Dansk FolkeFerie. Sommerhusbebyggelsen blev solgt til private i 2012 og svømmehallen nedlagt få år senere.
Mod syd ligger Tranum skydeterræn, øvelsesplads for Flyvevåbnet.
Flere områder i  klitlandskabet mellem Løkken og Rødhus er fredede så sommerturister og naturgæster stadig har mulighed for at opleve lidt af landskabets oprindelige udseende.